# イルミダス
イルミダスとは松本零士作品である『宇宙海賊キャプテンハーロック』のシリーズ作品である『わが青春のアルカディア』及び『わが青春のアルカディア 無限軌道SSX』に登場する架空の宇宙人と、その惑星の名を持った敵対勢力の総称。

## 登場
ハーロックの若き日の戦いと苦闘を描いた『わが青春のアルカディア（以下アルカディア）』で映像登場したが、それよりも前に松本が執筆していた同一世界観の作品『アイランダー零』にその名称が出て語られている。
外宇宙に進出していった地球人類に対し、猛然と攻撃を加えてきた大規模な軍事惑星国家であり、地球側に比べ圧倒的に科学力及び武力に優れ、その武力を背景に周辺の星々を打ち負かし、武力によって従えていった。
地球側も激しく抵抗し、同じように反イルミダスに燃えるトカーガ星人をはじめとした平和的かつ、友好的な異星人達と共に戦ったものの、最終的に敗れ去り、敗戦後に地球人達はそれまで進出していた植民星や、開拓惑星にスペースコロニーからの撤去を強制され、資源が底をついている地球へと戻らされることを余儀なくされている。
『アルカディア』の冒頭でのハーロックがデスシャドウ号で戦うキャスルメイン星団区での戦いの回想や、難民を乗せている地球帰還シーン及び、『わが青春のアルカディア 無限軌道SSX（以下SSX）』での第1話ナレーションでもそういったことが語られている。

## イルミダス星
イルミダス星は「イルミダス本星」とも呼ばれ、機械化惑星といってよいような外観を有し、惑星の周囲を機械化された土星のような輪で覆っているが、これは艦艇の発進基地並びに、本星を防衛する防御壁の役割を有している。劇中で登場シーンは少なく、『アルカディア』終盤でイルミダス本星から大艦隊が発進するシーンと、後述する『SSX』の最終回で消滅するシーン程度である。
『アルカディア』をノベライズした集英社のコバルト文庫版では、イルミダス星は一見すると何もない無人の荒野のような星であったが、実はその外観をカムフラージュしていてイルミダス人は惑星地表ではなく内部に住んでおり、油断した地球側に対して一気に総攻撃を行い、不意を突かれた地球側をたちまち敗北に追いやっていったとなっている。
『SSX』最終回ではアルカディアの光の女王による怒りに触れて、イルミダス星は消滅した。

## イルミダス人
地球人と同じ背格好の異星人であるが、肌の色が薄緑色で、その姿は『さらば宇宙戦艦ヤマト（同『宇宙戦艦ヤマト2』）』の白色彗星帝国人とも似ている。男性では眉部分が、髪の毛と繋がっているような者も見受けられる。『ハーロック』に登場したマゾーンとは対照的に、『アルカディア』『SSX』ともに男性キャラクターしか登場せず、女性キャラクターは登場していない。『SSX』ではイルミダス側の工作員としてL・レオタードとアルファ・ワンという女性キャラクターが登場しているが、レオタードは元は太陽系連合軍の女艦長、アルファ・ワンはイルミダスに敗北した惑星出身の少女といずれもイルミダスに征服された惑星の女性であり、ともに肉体を機械化されているのでイルミダス人ではない。
母国の強大な武力によって周辺の星々を次々と打ち従えていったことから、植民地時代の列強各国に類似している部分がある。そのため征服民への配慮や気づかいなどがあまりなく、敗戦国の人間をあからさまに差別して侮蔑する傾向が強い。『SSX』をノベライズしたコバルト文庫版第1巻では地球のスラム街にいる老人と孫をイルミダス人が載るパトカーが撥ねる描写があるが、彼らはそれを気にも留めず、地球人を「野蛮人」「サル」などと言って侮蔑している。そういった相手への尊厳を踏みにじるような行為は『アルカディア』でのデスシャドウ号で地球に帰参するハーロックに降伏旗を掲げることを強要（従わないと撃沈すると脅している）し、ハーロックとトチローに酒場で絡んできた兵士達の態度や、『SSX』でのMr.ゾーンへの差別に、地球占領軍副官ムリグソンのように、征服された者は徹底的に従えと強制させるような傲慢さを隠さない部分が多く見受けられる。
その一方で軍人として高い能力と見識を持ちつつ、敵国文化や敵対した人物の素晴らしい部分を理解する情も心も持っている地球占領軍司令官ゼーダのような人物もいる。

## 社会体制
イルミダスは極めて軍事大国という色彩が強い為に、そういった武力絡みの宇宙進出を行う。そして相手の星を降伏させるか、抵抗する場合には容赦なく殲滅する「降伏か、破滅か」というような二者択一を突き付けてくる。
そして武力を背景に征服した星から資源を過剰に摂取に、抵抗する住民を徹底的に弾圧する。さらにマゾーンのように住民を奴隷同然に扱い、また傭兵として最前線に送り込むようなことも行う。勿論そういったやり方への不満は多いものの、アロザウルス星人のラ・ミーメや、トカーガ星人のゾルのように民族を虐殺され、故郷である惑星まで消滅させられることから、イルミダスへの反抗勢力は少ない。それらの星が用済みと見なされた後、他の侵略した星の軍隊の”義勇軍”と称する虐殺部隊に住民の後始末の処理を任せるといったことまで強要する。
殖民星の虐殺手段としては、トカーガ星のように無人戦闘機、戦車の攻撃及び惑星破壊用の爆弾による惑星ごとの殲滅から、アロザウルス星のように住民を一カ所に招集してその場で銃殺など様々である。
地球占領軍司令官のゼーダはそういった母国にやり方を嫌い、比較的柔軟な占領政策を行い、一応は地球の砲声は途絶えさせることが出来た。しかし、副官ムリグソンはそんなゼーダのやり方を「生温い」と批判しており、トカーガ救出に飛び立ったアルカディア号を阻止する為に、レジスタンスである「自由アルカディアの声」の首謀者マーヤを、協力者エメラルダスもろとも地球人への見せしめとして処刑する残忍な方法を思い立つ。
イルミダスと、その反抗勢力の台頭を恐れる傀儡政権首相のトライターは、イルミダスに従順な態度を隠さず、逆らう勢力であるハーロックやトチロー、エメラルダスとマーヤなどといった者達を危険分子として弾圧し、地球からの追放処分を決定する。「一部の馬鹿者が反乱を起こしてもすぐに鎮圧される」として人間の尊厳を捨ててまで、イルミダスの手先となる道を選んだ。
そういったゼーダの思惑に反するムリグソンとトライターの暴走行為は、結果的に地球の反イルミダス運動をより強くしてしまうことになる。
なお、「SSX」の打ち切りの影響もあり、イルミダス本星の上層部については不明点が多い。本星の総参謀長が映像上で確認できる最高位の人物である。

## 科学力
イルミダスの科学力は機械化思想に傾いている部分が強く、アルカディアに登場したトカーガ星で住民の大量虐殺をおこなったトンボ型戦闘機や、ゴキブリ型戦車といった無人殺戮兵器といった人員の要らない兵器を多く頼る傾向がある。
ただし、戦闘機、戦車に比べ艦船類の本格的な全自動化は、地球人科学者Mr.ゾーンの開発した船からと遅れており、この点についてトチローは、イルミダス人はプライドが高く、艦船類には必ず艦長席、副長席などを付けたがるからと語っている。かつてハーロックの愛船だったデスシャドウ号にも自動化装備を加えるようにMr.ゾーンに改造を行わせる、レビの父であるベンツェルや、ハーロックの盟友だった女艦長レオタードを、体を機械へと改造する（そして「操り人形」に造り替える）など、『銀河鉄道999』の機械帝国のような機械万能主義的な部分が見受けられる。
自動兵器が多い事から、兵器は消耗品扱いされる傾向が顕著で、各種艦船は船体を二つ、もしくは三つに繋げたような合理的形状をしており、船体一つが戦闘不能になっても、なお残りの船体で戦うという戦法は、艦隊戦や、ゼーダの乗艦スターザット号などにもみられる。
基本的に科学力は地球より上だが、Mr.ゾーンの設計した光子戦闘艦など一部艦船の能力についてはイルミダスより勝っている。

## 滅亡
地球を追放されたSSXの3人（S-00999ハーロック、S-00998トチロー、X-00001エメラルダス）に脅威を感じ、イルミダスは3人の排除を行おうと宇宙各地に刺客や罠を放ったものの、3人の処分は叶わずに、イルミダスは戦力や有望軍人をいたずらに失っていくだけだった。
ゼーダ戦死後、後任のアムス総司令はMr.ゾーンの重用などを行い、ハーロックの行動を警戒していたが、慎重なやり方が本星首脳部の不快を被り解任、より強硬派のクルーゲルが就任したが状況は好転しなかった。
最終的に前述のようにイルミダス母星は、ハーロック達が求めていた聖ワルキューレの炎の女神の力によって滅ぼされる事となり、更に地球のイルミダス軍もMr.ゾーンによって滅ぼされる結果となった。SSXの最終回でイルミダスは壊滅したものの、残存勢力や、その後のことについては、それ以降の松本作品には一切登場しない。
松本零士の『ロマンアルバムわが青春のアルカディア』でのコメントによれば、「さらに強大な敵と戦っていくことになるハーロックにとって、イルミダスは恐怖を与えるような相手ではない」とある。